# Campionati giapponesi di ski cross
I Campionati giapponesi di ski cross sono una competizione sciistica che si svolge ogni anno, generalmente nel mese di marzo o aprile. Sono organizzati dalla Federazione giapponese di sci e decretano il campione e la campionessa giapponesi di ski cross.

## Albo d'oro
| Edizione | Uomini             | Donne              |
| -------- | ------------------ | ------------------ |
| 2011     | Gara annullata     | Gara annullata     |
| 2012     | Hayato Nishizawa   | Reina Umehara      |
| 2013     | Kenji Kono         | Sachi Hirakawa     |
| 2014     | Ippei Yoshigoe     | Reina Umehara (2)  |
| 2015     | Ippei Yoshigoe (2) | Reina Umehara (3)  |
| 2016     | Gara annullata     | Gara annullata     |
| 2017     | Yuki Nakagawa      | Atomura Akane      |
| 2018     | Ippei Yoshigoe (3) | Sachi Hirakawa (2) |
| 2019     | Ryo Sugai          | Sachi Hirakawa (3) |
| 2020     | Gara annullata     | Gara annullata     |
| 2021     | Non disputati      | Non disputati      |
| 2022     | Ryo Sugai (2)      | Sachi Hirakawa (4) |
| 2023     | Ryuto Kobayashi    | Hana Suzuki        |
| 2024     | Taisei Takahashi   | Makiko Arai        |
| 2025     | Yamato Asakawa     | Sakurako Mukogawa  |